# Ronde van Romandië 2021
De Ronde van Romandië werd in 2021 verreden van 27 april tot en met 2 mei in Romandië, Zwitserland. Het was de 74e editie van deze meerdaagse wielerkoers. De start vond plaats in Oron-la-Ville en Fribourg was de finishplaats. De winnaar van de vorige editie (2019) was de Sloveen Primož Roglič; hij werd opgevolgd door de Brit Geraint Thomas.

## Etappe-overzicht
| Etappe    | Datum    | Startplaats   | Finishplaats  | Afstand  | Type                | Winnaar         | Klassementsleider |
| --------- | -------- | ------------- | ------------- | -------- | ------------------- | --------------- | ----------------- |
| Proloog   | 27 april | Oron-la-Ville | Oron-la-Ville | 4,05 km  | Proloog             | Rohan Dennis    | Rohan Dennis      |
| 1e etappe | 28 april | Aigle         | Martigny      | 168,1 km | Heuvelrit           | Peter Sagan     | Rohan Dennis      |
| 2e etappe | 29 april | La Neuveville | Saint-Imier   | 168,1 km | Bergrit             | Sonny Colbrelli | Rohan Dennis      |
| 3e etappe | 30 april | Estavayer     | Estavayer     | 168,7 km | Heuvelrit           | Marc Soler      | Marc Soler        |
| 4e etappe | 1 mei    | Sion          | Thyon         | 161,3 km | Bergrit             | Michael Woods   | Michael Woods     |
| 5e etappe | 2 mei    | Fribourg      | Fribourg      | 16,19 km | Individuele tijdrit | Rémi Cavagna    | Geraint Thomas    |

## Etappe-uitslagen

### Proloog
| Oron-la-Ville – Oron-la-Ville (4,05 km) (ITT) |                  |                       |       |
| Plaats                                        | Naam             | Ploeg                 | Tijd  |
| 1                                             | Rohan Dennis     | INEOS Grenadiers      | 5'26" |
| 2                                             | Geraint Thomas   | INEOS Grenadiers      | + 9"  |
| 3                                             | Richie Porte     | INEOS Grenadiers      | z.t.  |
| 4                                             | Rémi Cavagna     | Deceuninck–Quick-Step | + 11" |
| 5                                             | Stefan Bissegger | EF Education-Nippo    | z.t.  |
| 6                                             | Jan Tratnik      | Bahrain-Victorious    | + 13" |
| 7                                             | Jesús Herrada    | Cofidis               | + 14" |
| 8                                             | Marc Hirschi     | UAE Team Emirates     | + 15" |
| 9                                             | Filippo Ganna    | INEOS Grenadiers      | z.t.  |
| 10                                            | Mattia Cattaneo  | Deceuninck–Quick-Step | z.t.  |
|                                               |                  |                       |       |
| 11                                            | Wilco Kelderman  | BORA-hansgrohe        | + 16" |
| 12                                            | Ilan Van Wilder  | Team DSM              | z.t.  |

| Algemeen klassement |                  |                       |       |
| Plaats              | Naam             | Ploeg                 | Tijd  |
| Gele trui           | Rohan Dennis     | INEOS Grenadiers      | 5'26" |
| 2                   | Geraint Thomas   | INEOS Grenadiers      | + 9"  |
| 3                   | Richie Porte     | INEOS Grenadiers      | z.t.  |
| 4                   | Rémi Cavagna     | Deceuninck–Quick-Step | + 11" |
| 5                   | Stefan Bissegger | EF Education-Nippo    | z.t.  |
| 6                   | Jan Tratnik      | Bahrain-Victorious    | + 13" |
| 7                   | Jesús Herrada    | Cofidis               | + 14" |
| 8                   | Marc Hirschi     | UAE Team Emirates     | + 15" |
| 9                   | Filippo Ganna    | INEOS Grenadiers      | z.t.  |
| 10                  | Mattia Cattaneo  | Deceuninck–Quick-Step | z.t.  |
|                     |                  |                       |       |
| 11                  | Wilco Kelderman  | BORA-hansgrohe        | + 16" |
| 12                  | Ilan Van Wilder  | Team DSM              | z.t.  |

### 1e etappe
| Aigle – Martigny (168,1 km) |                   |                                    |          |
| Plaats                      | Naam              | Ploeg                              | Tijd     |
| 1                           | Peter Sagan       | BORA-hansgrohe                     | 4u12'40" |
| 2                           | Sonny Colbrelli   | Bahrain-Victorious                 | z.t.     |
| 3                           | Patrick Bevin     | Israel Start-Up Nation             | z.t.     |
| 4                           | Andrea Pasqualon  | Intermarché-Wanty-Gobert Matériaux | z.t.     |
| 5                           | Alessandro Covi   | UAE Team Emirates                  | z.t.     |
| 6                           | Magnus Cort       | EF Education-Nippo                 | z.t.     |
| 7                           | Dion Smith        | Team BikeExchange                  | z.t.     |
| 8                           | Clément Venturini | AG2R-Citroën                       | z.t.     |
| 9                           | Mattia Cattaneo   | Deceuninck–Quick-Step              | z.t.     |
| 10                          | Jacopo Mosca      | Trek-Segafredo                     | z.t.     |
|                             |                   |                                    |          |
| 13                          | Jan Bakelants     | Intermarché-Wanty-Gobert Matériaux | z.t.     |
| 17                          | Wilco Kelderman   | BORA-hansgrohe                     | z.t.     |

| Algemeen klassement |                 |                        |          |
| Plaats              | Naam            | Ploeg                  | Tijd     |
| Gele trui           | Rohan Dennis    | INEOS Grenadiers       | 4u18'06" |
| 2                   | Geraint Thomas  | INEOS Grenadiers       | + 9"     |
| 3                   | Richie Porte    | INEOS Grenadiers       | z.t.     |
| 4                   | Rémi Cavagna    | Deceuninck–Quick-Step  | + 11"    |
| 5                   | Peter Sagan     | BORA-hansgrohe         | + 12"    |
| 6                   | Jan Tratnik     | Bahrain-Victorious     | + 13"    |
| 7                   | Patrick Bevin   | Israel Start-Up Nation | + 14"    |
| 8                   | Jesús Herrada   | Cofidis                | z.t.     |
| 9                   | Marc Hirschi    | UAE Team Emirates      | + 15"    |
| 10                  | Mattia Cattaneo | Deceuninck–Quick-Step  | z.t.     |
|                     |                 |                        |          |
| 11                  | Wilco Kelderman | BORA-hansgrohe         | + 16"    |
| 12                  | Ilan Van Wilder | Team DSM               | z.t.     |

### 2e etappe
| La Neuveville – Saint-Imier (165,7 km) |                     |                        |          |
| Plaats                                 | Naam                | Ploeg                  | Tijd     |
| 1                                      | Sonny Colbrelli     | Bahrain-Victorious     | 4u21'42" |
| 2                                      | Patrick Bevin       | Israel Start-Up Nation | z.t.     |
| 3                                      | Marc Hirschi        | UAE Team Emirates      | z.t.     |
| 4                                      | Clément Champoussin | AG2R-Citroën           | z.t.     |
| 5                                      | Diego Ulissi        | UAE Team Emirates      | z.t.     |
| 6                                      | Wilco Kelderman     | BORA-hansgrohe         | z.t.     |
| 7                                      | Ilan Van Wilder     | Team DSM               | z.t.     |
| 8                                      | Fausto Masnada      | Deceuninck–Quick-Step  | z.t.     |
| 9                                      | Rui Costa           | UAE Team Emirates      | z.t.     |
| 10                                     | Marc Soler          | Movistar Team          | z.t.     |

| Algemeen klassement |                 |                        |          |
| Plaats              | Naam            | Ploeg                  | Tijd     |
| Gele trui           | Rohan Dennis    | INEOS Grenadiers       | 8u39'48" |
| 2                   | Patrick Bevin   | Israel Start-Up Nation | + 8"     |
| 3                   | Geraint Thomas  | INEOS Grenadiers       | + 9"     |
| 4                   | Richie Porte    | INEOS Grenadiers       | z.t.     |
| 5                   | Sonny Colbrelli | Bahrain-Victorious     | z.t.     |
| 6                   | Marc Hirschi    | UAE Team Emirates      | + 11"    |
| 7                   | Jesús Herrada   | Cofidis                | + 14"    |
| 8                   | Mattia Cattaneo | Deceuninck–Quick-Step  | + 15"    |
| 9                   | Wilco Kelderman | BORA-hansgrohe         | + 16"    |
| 10                  | Ilan Van Wilder | Team DSM               | z.t.     |

### 3e etappe
| Estavayer – Estavayer (168,7 km) |                 |                     |          |
| Plaats                           | Naam            | Ploeg               | Tijd     |
| 1                                | Marc Soler      | Movistar Team       | 3u58'35" |
| 2                                | Magnus Cort     | EF Education-Nippo  | + 22"    |
| 3                                | Peter Sagan     | BORA-hansgrohe      | z.t.     |
| 4                                | Sonny Colbrelli | Bahrain-Victorious  | z.t.     |
| 5                                | Gorka Izagirre  | Astana-Premier Tech | z.t.     |
| 6                                | Diego Ulissi    | UAE Team Emirates   | z.t.     |
| 7                                | Ilan Van Wilder | Team DSM            | z.t.     |
| 8                                | Sepp Kuss       | Team Jumbo-Visma    | z.t.     |
| 9                                | Jon Izagirre    | Astana-Premier Tech | z.t.     |
| 10                               | Rui Costa       | UAE Team Emirates   | z.t.     |
|                                  |                 |                     |          |
| 13                               | Wilco Kelderman | BORA-hansgrohe      | z.t.     |

| Algemeen klassement |                 |                       |           |
| Plaats              | Naam            | Ploeg                 | Tijd      |
| Gele trui           | Marc Soler      | Movistar Team         | 12u38'40" |
| 2                   | Geraint Thomas  | INEOS Grenadiers      | + 14"     |
| 3                   | Richie Porte    | INEOS Grenadiers      | z.t.      |
| 4                   | Sonny Colbrelli | Bahrain-Victorious    | z.t.      |
| 5                   | Marc Hirschi    | UAE Team Emirates     | + 16"     |
| 6                   | Mattia Cattaneo | Deceuninck–Quick-Step | + 20"     |
| 7                   | Wilco Kelderman | BORA-hansgrohe        | + 21"     |
| 8                   | Ilan Van Wilder | Team DSM              | z.t.      |
| 9                   | Sepp Kuss       | Team Jumbo-Visma      | z.t.      |
| 10                  | Rui Costa       | UAE Team Emirates     | + 24"     |

### 4e etappe
| Sion – Thyon (161,3 km) |                 |                        |          |
| Plaats                  | Naam            | Ploeg                  | Tijd     |
| 1                       | Michael Woods   | Israel Start-Up Nation | 4u58'35" |
| 2                       | Ben O'Connor    | AG2R-Citroën           | + 17"    |
| 3                       | Geraint Thomas  | INEOS Grenadiers       | + 21"    |
| 4                       | Lucas Hamilton  | Team BikeExchange      | + 34"    |
| 5                       | Fausto Masnada  | Deceuninck–Quick-Step  | + 37"    |
| 6                       | Richie Porte    | INEOS Grenadiers       | + 42"    |
| 7                       | Jon Izagirre    | Astana-Premier Tech    | z.t.     |
| 8                       | Damiano Caruso  | Bahrain-Victorious     | + 52"    |
| 9                       | Marc Soler      | Movistar Team          | + 53"    |
| 10                      | Thymen Arensman | Team DSM               | + 1'57"  |
|                         |                 |                        |          |
| 24                      | Ilan Van Wilder | Team DSM               | + 6'18"  |

| Algemeen klassement |                 |                        |           |
| Plaats              | Naam            | Ploeg                  | Tijd      |
| Gele trui           | Michael Woods   | Israel Start-Up Nation | 17u37'35" |
| 2                   | Geraint Thomas  | INEOS Grenadiers       | + 11"     |
| 3                   | Ben O'Connor    | AG2R-Citroën           | + 21"     |
| 4                   | Marc Soler      | Movistar Team          | + 33"     |
| 5                   | Richie Porte    | INEOS Grenadiers       | + 36"     |
| 6                   | Fausto Masnada  | Deceuninck–Quick-Step  | + 45"     |
| 7                   | Jon Izagirre    | Astana-Premier Tech    | + 48"     |
| 8                   | Lucas Hamilton  | Team BikeExchange      | + 49"     |
| 9                   | Damiano Caruso  | Bahrain-Victorious     | + 1'04"   |
| 10                  | Wilco Kelderman | BORA-hansgrohe         | + 1'58"   |
|                     |                 |                        |           |
| 17                  | Ilan Van Wilder | Team DSM               | + 6'19"   |

### 5e etappe
| Fribourg – Fribourg (16,19 km) (ITT) |                  |                       |        |
| Plaats                               | Naam             | Ploeg                 | Tijd   |
| 1                                    | Rémi Cavagna     | Deceuninck–Quick-Step | 21'54" |
| 2                                    | Stefan Bissegger | EF Education-Nippo    | + 6"   |
| 3                                    | Geraint Thomas   | INEOS Grenadiers      | + 17"  |
| 4                                    | Ilan Van Wilder  | Team DSM              | + 18"  |
| 5                                    | Richie Porte     | INEOS Grenadiers      | + 20"  |
| 6                                    | Fausto Masnada   | Deceuninck–Quick-Step | + 21"  |
| 7                                    | Mattia Cattaneo  | Deceuninck–Quick-Step | + 29"  |
| 8                                    | Marc Soler       | Movistar Team         | + 34"  |
| 9                                    | Rohan Dennis     | INEOS Grenadiers      | + 35"  |
| 10                                   | Filippo Ganna    | INEOS Grenadiers      | + 37"  |
|                                      |                  |                       |        |
| 13                                   | Wilco Kelderman  | BORA-hansgrohe        | + 50"  |

## Klassementenverloop
| Etappe       | Winnaar         | Algemeen klassement · | Puntenklassement · | Bergklassement · | Jeugdklassement · | Ploegenklassement | Strijdlust      |
| ------------ | --------------- | --------------------- | ------------------ | ---------------- | ----------------- | ----------------- | --------------- |
| P            | Rohan Dennis    | Rohan Dennis          | Rohan Dennis       | niet uitgereikt  | Stefan Bissegger  | INEOS Grenadiers  | niet uitgereikt |
| 1            | Peter Sagan     | Rohan Dennis          | Peter Sagan        | Joël Suter       | Marc Hirschi      | INEOS Grenadiers  | Joël Suter      |
| 2            | Sonny Colbrelli | Rohan Dennis          | Sonny Colbrelli    | Joël Suter       | Marc Hirschi      | INEOS Grenadiers  | Rein Taaramäe   |
| 3            | Marc Soler      | Marc Soler            | Sonny Colbrelli    | Joël Suter       | Marc Hirschi      | UAE Team Emirates | Stefan Küng     |
| 4            | Michael Woods   | Michael Woods         | Sonny Colbrelli    | Kobe Goossens    | Thymen Arensman   | INEOS Grenadiers  | Magnus Cort     |
| 5            | Rémi Cavagna    | Geraint Thomas        | Sonny Colbrelli    | Kobe Goossens    | Thymen Arensman   | INEOS Grenadiers  | niet uitgereikt |
| 0Eindstanden | 0Eindstanden    | Geraint Thomas        | Sonny Colbrelli    | Kobe Goossens    | Thymen Arensman   | INEOS Grenadiers  | Kobe Goossens   |

## Eindklassementen
| Plaats    | Naam            | Ploeg                  | Tijd      |
| --------- | --------------- | ---------------------- | --------- |
| Gele trui | Geraint Thomas  | INEOS Grenadiers       | 17u59'57" |
| 2         | Richie Porte    | INEOS Grenadiers       | + 28"     |
| 3         | Fausto Masnada  | Deceuninck–Quick-Step  | + 38"     |
| 4         | Marc Soler      | Movistar Team          | + 39"     |
| 5         | Michael Woods   | Israel Start-Up Nation | + 43"     |
| 6         | Ben O'Connor    | AG2R-Citroën           | + 45"     |
| 7         | Jon Izagirre    | Astana-Premier Tech    | + 1'08"   |
| 8         | Lucas Hamilton  | Team BikeExchange      | + 1'22"   |
| 9         | Damiano Caruso  | Bahrain-Victorious     | + 1'30"   |
| 10        | Wilco Kelderman | BORA-hansgrohe         | + 2'20"   |
|           |                 |                        |           |
| 16        | Ilan Van Wilder | Team DSM               | + 6'09"   |

| Plaats      | Naam            | Ploeg              | Punten |
| ----------- | --------------- | ------------------ | ------ |
| Groene trui | Sonny Colbrelli | Bahrain-Victorious | 98     |
| 2           | Marc Soler      | Movistar Team      | 77     |
| 3           | Magnus Cort     | EF Education-Nippo | 76     |
|             |                 |                    |        |
| 9           | Ilan Van Wilder | Team DSM           | 48     |
| 14          | Wilco Kelderman | BORA-hansgrohe     | 34     |

| Plaats    | Naam           | Ploeg              | Berg |
| --------- | -------------- | ------------------ | ---- |
| Roze trui | Kobe Goossens  | Lotto Soudal       | 48   |
| 2         | Joël Suter     | Zwitserse selectie | 43   |
| 3         | Geraint Thomas | INEOS Grenadiers   | 34   |
|           |                |                    |      |
| 7         | Antwan Tolhoek | Team Jumbo-Visma   | 20   |

| Plaats      | Naam                     | Ploeg          | Jongeren  |
| ----------- | ------------------------ | -------------- | --------- |
| Blauwe trui | Thymen Arensman          | Team DSM       | 18u02'45" |
| 2           | Mattias Skjelmose Jensen | Trek-Segafredo | + 1'37"   |
| 3           | Ilan Van Wilder          | Team DSM       | + 3'21"   |

| 1 | INEOS Grenadiers                   |  | 54u07'07" |
| 2 | Team DSM                           |  | + 11'50"  |
| 3 | Team Jumbo-Visma                   |  | + 15'59"  |
|   |                                    |  |           |
| 4 | Intermarché-Wanty-Gobert Matériaux |  | + 20'33"  |

Mannen: 1947 · 1948 · 1949 · 1950 · 1951 · 1952 · 1953 · 1954 · 1955 · 1956 · 1957 · 1958 · 1959 · 1960 · 1961 · 1962 · 1963 · 1964 · 1965 · 1966 · 1967 · 1968 · 1969 · 1970 · 1971 · 1972 · 1973 · 1974 · 1975 · 1976 · 1977 · 1978 · 1979 · 1980 · 1981 · 1982 · 1983 · 1984 · 1985 · 1986 · 1987 · 1988 · 1989 · 1990 · 1991 · 1992 · 1993 · 1994 · 1995 · 1996 · 1997 · 1998 · 1999 · 2000 · 2001 · 2002 · 2003 · 2004 · 2005 · 2006 · 2007 · 2008 · 2009 · 2010 · 2011 · 2012 · 2013 · 2014 · 2015 · 2016 · 2017 · 2018 · 2019 · 2020 · 2021 · 2022 · 2023 · 2024 · 2025
Vrouwen: 2022 · 2023 · 2024 · 2025
Ronde van de Verenigde Arabische Emiraten ·
Omloop Het Nieuwsblad ·
Strade Bianche ·
Parijs-Nice · 
Tirreno-Adriatico · 
Milaan-San Remo ·
Ronde van Catalonië ·
Driedaagse Brugge-De Panne ·
E3 Saxo Bank Classic ·
Gent-Wevelgem ·
Dwars door Vlaanderen ·
Ronde van Vlaanderen ·
Ronde van het Baskenland ·
Amstel Gold Race ·
Waalse Pijl ·
Luik-Bastenaken-Luik ·
Ronde van Romandië ·
Ronde van Italië ·
Critérium du Dauphiné ·
Ronde van Zwitserland ·
Ronde van Frankrijk ·
Clásica San Sebastián ·
Ronde van Polen ·
Bretagne Classic ·
Benelux Tour ·
Ronde van Spanje ·
Eschborn-Frankfurt ·
Parijs-Roubaix ·
Ronde van Lombardije
Afgelaste wedstrijden: Tour Down Under · Great Ocean Road Race · EuroEyes Cyclassics · GP van Quebec · GP van Montreal · Ronde van Guangxi